# Нозодендриды
Нозодендриды (лат. Nosodendridae) — семейство насекомых из отряда жесткокрылых, включает 2 рода и около 90 видов. И личинки, и имаго встречаются в древесном соке или в бактериальной слизи, которая образуется вокруг поранений древесных стволов. Древнейшие находки семейства в ископаемом состоянии происходят из мелового бирманского янтаря. 

## Описание
Маленькие жуки, 2,5—5,5 мм в длину. Усики 11-члениковые.

## Систематика и распространение
Некоторые виды семейства:
- Nosodendron
  - Nosodendron fasciculare (Olivier, 1790) — наиболее распространены на севере Европы: в Дании и Южной Швеции
  - Nosodendron californicum Horn, 1874 — Северная Америка
  - Nosodendron unicolor Say, 1824 — Северная Америка